# جون جيفرسون براي
جون جيفرسون براي (بالإنجليزية: John Bray)‏ هو قاضي ومحامي وشاعر أسترالي، ولد في 16 سبتمبر 1912 في أديلايد في أستراليا، وتوفي في 26 يونيو 1995.